# Round Mountain (Californië)
Round Mountain is een plaats (census-designated place) in de Amerikaanse staat Californië, en valt bestuurlijk gezien onder Shasta County.

## Demografie
Bij de volkstelling in 2000 werd het aantal inwoners vastgesteld op 122.

## Geografie
Volgens het United States Census Bureau beslaat de plaats een oppervlakte van
4,4 km², geheel bestaande uit land.

## Plaatsen in de nabije omgeving
De onderstaande figuur toont nabijgelegen plaatsen in een straal van 40 km rond Round Mountain.